# ウェイマス級防護巡洋艦
| ウェイマス級防護巡洋艦 | ウェイマス級防護巡洋艦                                                                                     |
| ---------------------- | --- |
| 竣工時の「ウェイマス」 | |
| 艦級概観               | |
| 艦種                   | 防護巡洋艦                                                                                                 |
| 艦名                   | 地名 |
| 前級                   | ブリストル級                                                                                               |
| 次級                   | チャタム級                                                                                                 |
| 性能諸元               | |
| 排水量                 | 常備：5,250トン 満載：-トン                                                                                |
| 全長                   | 138.1m |
| 水線長                 | 131.10m |
| 全幅                   | 14.78m |
| 吃水                   | 4.7m |
| 機関                   | ヤーロウ式石炭・重油混焼水管缶12基 +パーソンズ式（ヤーマスのみブラウン・カーチス式）直結タービン2組4軸推進 |
| 最大出力               | 22,000hp                                                                                                   |
| 最大速力               | 25.0ノット                                                                                                 |
| 航続距離               | 16ノット/4,500海里                                                                                         |
| 燃料                   | 石炭：1,290トン 重油：260トン                                                                              |
| 乗員                   | 475名 |
| 兵装                   | Mk XI 15.2cm（50口径）単装速射砲8基 4.7cm単装速射砲4基 53.3cm水中魚雷発射管単装2門                         |
| 装甲                   | 甲板：19～51mm 司令塔：102mm                                                                               |

ウェイマス級防護巡洋艦（Weymouth class Protected cruiser）はイギリス海軍の防護巡洋艦の艦級で、本級の基本設計はタウン級軽巡洋艦の元になっていたために本級はタウン級のサブグループの一つに分類されている。

## 概要
本級は艦名に都市名を名づけられるタウン級の第二グループにあたり、1909年度計画により4隻が建造された。基本設計は前回のブリストル級防護巡洋艦に採っていたが、ブリストル級は主武装である15.2cm速射砲と副武装である10.2cm速射砲の二種類の武装を搭載していたものを、本級に於いては全て15.2cm速射砲8門へと統一して火力を強化した。しかし、この時点においても舷側装甲を持たず、敵弾による被害を石炭庫で防御する設計は変わりはなかった。

## 艦形

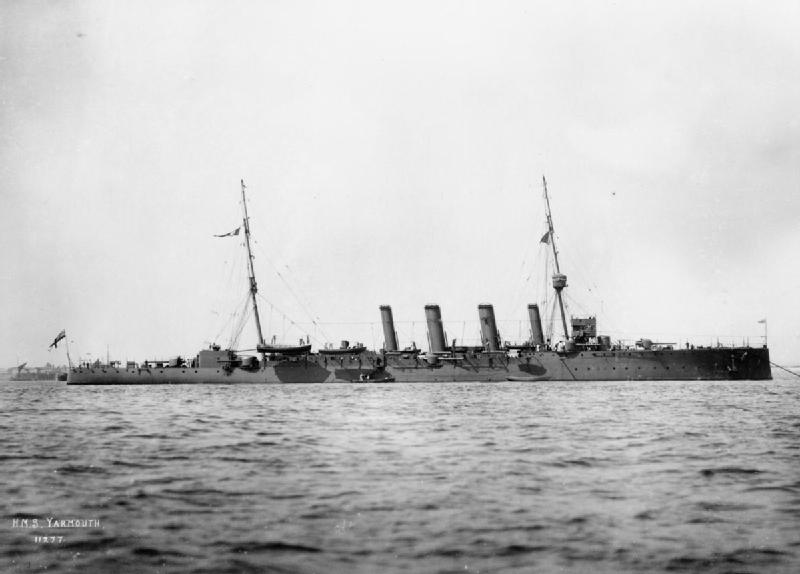
1911年に撮られた「ヤーマス」

本級の船体は短船首楼型船体を採用していた。艦首は垂直に切り立った艦首から中央部に主砲の「Mk XI 15.2cm（50口径）速射砲」を防盾の付いた単装砲架で1基、艦橋と単脚式の前部マストが立つ。等間隔に並ぶ4本の煙突の舷側は艦載艇置き場となっており、艦載艇は2本1組のボート・ダビットが片舷3組で計6組により運用された。左右の舷側甲板上に15.2cm速射砲が防盾の付いた単装砲架で片舷３基ずつ配置されていた。甲板一段分下がった箇所で見張り所と後部マストが立ち、後部甲板上に15.2cm主砲が後ろ向きに1基の計8基が配置された。
1918年に「ウェイマス」と「ヤーマス」は陸上機1機を運用するための施設を設置したが1919年に撤去された。

## 兵装

### 主砲
主砲は「Mk XI 1906年型 15.2cm（50口径）速射砲」を採用した。その性能は重量45.36kgの砲弾を仰角15度で13,085mまで届かせられるこの砲を単装砲架で2基を搭載した。砲架の俯仰能力は仰角13度・俯角7度で旋回角度は左右150度の旋回角度を持っていたが、実際は上部構造物により射界の制限を受けた。砲の旋回、砲身の上下・砲弾の装填の動力は人力を必要とした。発射速度は毎分5～7発である。

### 備砲、魚雷兵装
他に近接火器として「ヴィッカース 1900年型 Mk I 4.7cm（50口径）速射砲」を採用している。1.5kgの砲弾を仰角12度で5,120mまで到達できた。単装砲架は360度の旋回角度を持っていたが、実際は上部構造物により射界の制限を受けた。俯仰は仰角30度・俯角5度で発射速度は毎分25発だった。これを単装砲架で4基を搭載した。他に主砲では手に負えない相手への対抗として45cm魚雷発射管を単装2基ずつ装備した。
就役後の1915年に本級は対空火器として「7.62cm（45口径）高角砲」を単装砲架で1基を搭載した。

## 機関

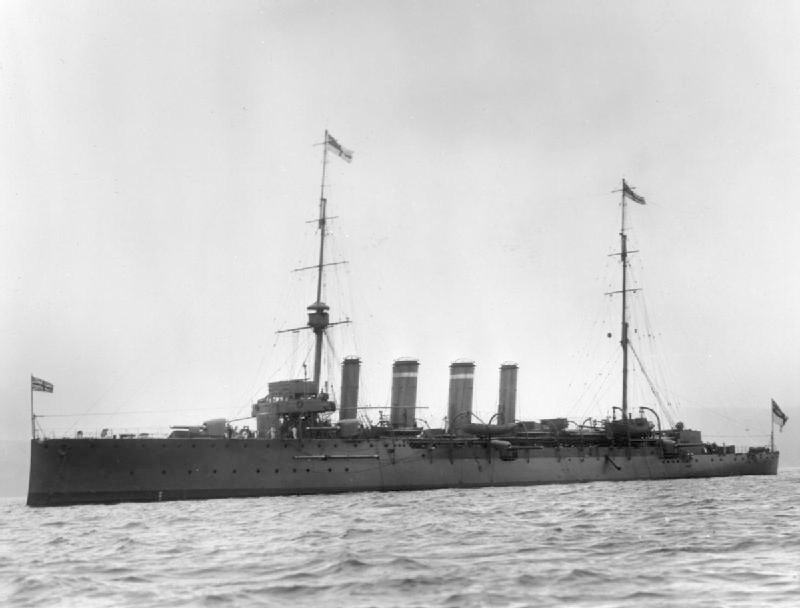
1914年に撮られた「ファルマス」

本級はヤーロウ式石炭・重油混焼水管缶12基とパーソンズ式直結タービン4基4軸を組み合わせて最大出力22,000shp、最大速力25ノットを発揮した。なお、「ヤーマス」のみタービンはブラウン・カーチス式2基2軸だった。
本級のボイラー配置はボーデシア級を踏襲しているために4部屋に分かれており、機関配置は第一次大戦前の「防護巡洋艦」と同じく機関区前部にボイラー室、後部に機関室を置く旧時代的な配置を採っていた。1番ボイラー室に2基・2番ボイラー室に4基・3番ボイラー室に4基・4番ボイラー室に2基と言う割り当てであった。ボイラーからの排気量が異なるために4本煙突で前後の1番・4番煙突は細見で2番・3番煙突は太かった。

## 参考図書
- 「世界の艦船 増刊第46集　イギリス巡洋艦史」（海人社)
- 「世界の艦船 2010年1月増刊号 近代巡洋艦史」（海人社）
- 「Conway All The World's Fightingships 1906–1921」（Conway）
- 「Conway All The World's Fightingships 1922-1946」（Conway）
- 「Jane's Fighting Ships Of World War I」（Jane）